# Catherine Safonoff

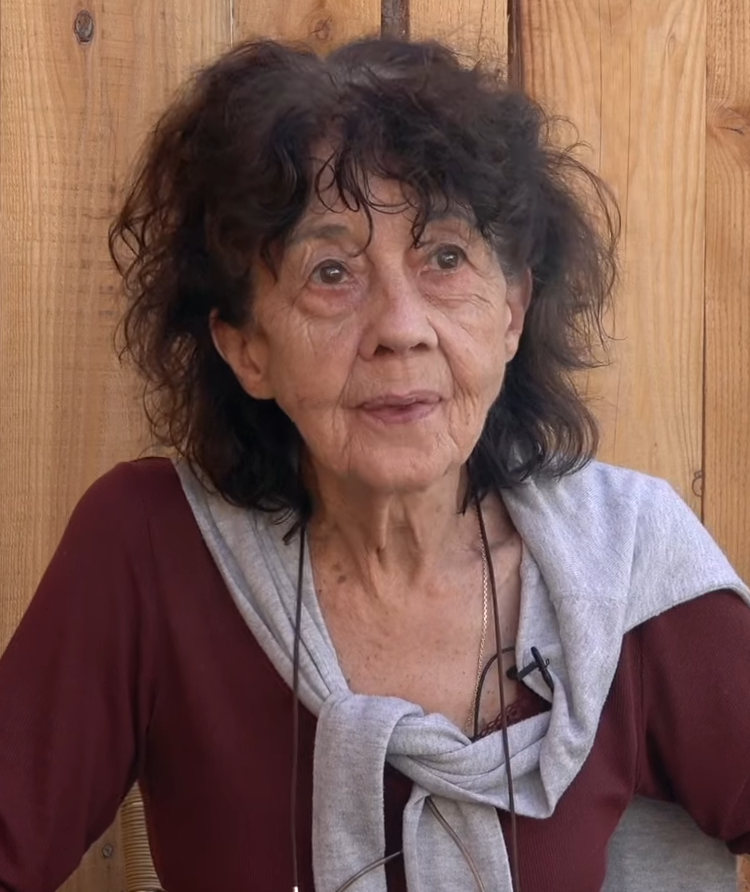
Catherine Safonoff (2021)

Catherine Safonoff (* 16. Juni 1939 in Genf) ist eine Schweizer Schriftstellerin aus der Romandie.

## Leben
Catherine Safonoff wohnt und arbeitet in Genf, wo sie geboren wurde und wo zumeist auch ihre stark autobiographisch geprägten Bücher spielen. Als junge Frau schrieb sie in den USA, wohin sie ihrem ersten Mann gefolgt war, einen ersten Roman im Stil eines Nouveau roman, für den sie aber keinen Verleger fand. Nach diesem Misserfolg hörte sie mit dem Schreiben auf. 
Nach einem Intermezzo in London und einer zweiten Heirat kehrte sie in die Schweiz zurück, wo sie kurz nacheinander zwei Töchter zur Welt brachte. Sie nahm das Schreiben wieder auf und gewann mit ihrem ersten publizierten Roman La part d’Esmé (1977) den Prix Georges Nicole. Danach arbeitete sie zunächst als Literaturkritikerin für das Journal de Genève und das Westschweizer Radio. Ausserdem verfasste sie Drehbücher für das Fernsehen und adaptierte Romane für Kino (Polenta von Jean-Marc Lovay, Film von Maya Simon) und Theater (Wunschloses Unglück von Peter Handke). Nach siebenjähriger Pause trat sie wieder mit einem Roman hervor. Mit Retour, Retour (1984), der mit einem Schillerpreis ausgezeichnet wurde, gelang ihr der literarische Durchbruch.

## Werke
- La part d’Esmé. Roman. Editions Bertil Galland, Vevey 1977.
- Retour, retour. Roman. Editions Zoé, Genf 1984. Deutsch von Yla M. von Dach: Die Umkehr. Benziger Verlag, Ex Libris, Zürich 1986, ISBN 3-545-36425-9.
- Comme avant Galilée. Roman. Editions Zoé, Genf 1993.
- Le Pont aux Heures. Roman. Editions Zoé, Genf 1996.
- La Part du fleuve. MiniZoé, Genf 1997.
- Au nord du Capitaine. Roman. Editions Zoé, Genf 2002.
- La tête de ma femme et autres histoires. Editions Zoé, Genf 2003.
- Autour de ma mère. Roman. Editions Zoé, Genf 2007.
- Le mineur et le canari. Roman. Editions Zoé, Genf 2012. Deutsch von Claudia Steinitz: Der Bergmann und der Kanarienvogel. Rotpunktverlag, Zürich 2015, ISBN 978-3-85869-643-4.[3]
- La distance de fuite. Roman. Editions Zoé, Genf 2017.

## Auszeichnungen
- 1977: Prix Georges Nicole, für La part d’Esmé
- 1984: Schillerpreis der Schweizerischen Schillerstiftung, für Retour, retour
- 1995: Prix Pittard de l’Andelyn, für Comme avant Galilée
- 2007: Prix quadriennal de la Ville de Genève, für das Gesamtwerk
- 2007: Prix Michel Dentan, für Autour de ma mère
- 2012: Eidgenössischer Literaturpreis, für Le mineur et le canari
- 2015: Grand Prix C.-F. Ramuz, für das Gesamtwerk